# Евтим Янкулов
Евтим Янкулов с псевдоним Марксист е български революционер, деец на Вътрешната македоно-одринска революционна организация.

## Биография
Евтим Янкулов е роден в охридското село Брежани, тогава в Османската империя. Брат е на сарафина Милуш Янкулов. Учителства в Брежани и Мешеища. По-късно е учител в Охрид. През 1907 година е избран за член на Охридския околийски комитет на ВМОРО и като такъв през август участва на Битолския конгрес в Пространската планина, и е избран за секретар на конгреса.
След като Охрид остава в Сърбия след Междусъюзническата война, на 17 септември 1913 година 20 души видни българи напускат града за Албания: учителите Никола Киров Майски, Иван Делов, Коста Лещаров, Иван Василев, Димитър Силянов, Александър Автов, Коста Климов, Евтим Янкулов, Атанас Каневчев, Климент Каневчев, Паско Пармаков, секретарят на българската митрополия Лев Огненов, адвокатът Лев Кацков, търговците Иван Групчев, Петър Филев и Ахил Банджов.

Уставовява се в София и е деец на Охридското благотворително братство. За годишнината от Илинденското въстание през 1939 година пише в списание „Илюстрация Илинден“: 
| „ | И на 20 юлий ст. ст. 1903 година на плещите на македонските българи и неколцината власи се предприема една революционна акция с лозунга - Македония на македонците и реформа по чл. 23 на Берлинския договор за всички народности живущи в Македония. Оставяйки твърд и горд в българската си народност, македонецът показа пред света, че с риска на живота си се бори да постигне свобода и автономия на Македония. | “ |

 Автор е на книгата „Народностният лик на гр. Охрид в чуждата етнографска литература“.
Роднината му Михаил Огнянов пише за него:
| „ | Запомнил съм го заровен в книгите си в малката, но спретната къща в квартал Лозенец. Той беше типичен представител на българската интелигенция от Македония от началото на века, която, преселена в България, се опитваше да поддържа възрожденския пламък сред бежанците и да просвещава българската общественост в националните проблеми, които след катастрофите мнозина искаха да бъдат забравени. | “ |